# Rubén Galletti
Rubén Horacio Galletti (nacido el 18 de septiembre de 1952 en Navarro, provincia de Buenos Aires) es un exjugador argentino de fútbol. Jugó en Boca Juniors, Estudiantes de La Plata, River Plate, Argentinos Juniors, Huracán y Talleres de Remedios de Escalada. Tuvo un corto paso por los Tecos de la UAG en México. Su hijo, Luciano Galletti es un futbolista argentino, quien, luego de recibir un trasplante de riñón de su padre Rubén, volvió a entrenar con el primer equipo de Estudiantes de La Plata. 

## Biografía
A los 13 años comenzó a jugar en los campeonatos locales, jugando para Villa Moll, Colón de Chivilcoy y Jorge Brown de Navarro. En 1970 tuvo un corto paso por las inferiores de Boca Juniors, firmando su primer contrato profesional con ese club a los 18 años. Debutó contra Platense el 18 de abril de 1971. No se destacó en la primera de Boca, jugando solamente 10 partidos, marcando 4 goles, entre 1971 y 1972. 
En 1973 Boca le compró el pase de Vicente Pernía a Estudiantes, pagando 15 millones de pesos más los pases de Ignacio Chango Peña y Galletti.  En Estudiantes Galletti se destapó, mostrando su potencia, velocidad y tremendo remate al arco. Luego de cuatro años, fue transferido al fútbol mexicano al equipo Estudiantes Tecos, de la Universidad Autónoma de Guadalajara, de donde a los dos años fue comprado por River. En River jugó 56 partidos, marcando 13 goles. Con River ganó los campeonatos Metropolitano y Nacional en 1979. 
En 1980 volvió a Estudiantes, consagrándose campeón metropolitano en 1982. En 1983 se mudó a Argentinos Juniors, disputando 37 partidos, marcando 9 goles. Se retira jugando para Huracán en 1984.
En 1974 Galletti debutó en la selección argentina en un 1-1 contra Chile, señalando el gol argentino. 
En su carrera, Rubén Horacio Galletti  jugó 309 partidos, marcando 114 goles. Por su potente remate, fue considerado junto a Héctor Scotta como el arquetípico rompedes de la década del 70. Su paso más prolífico fue por Estudiantes, donde disputó 203 partidos, convirtiendo 88 goles.

## Estadísticas
Datos actualizados al fin de la carrera deportiva.
| Boca Juniors Argentina                                                                              |               |               |     |     |   |     |     |      |      |
| 1.ª                                                                                                 | M-1971        | 5             | 0   | -   | - | 5   | 0   | 0,00 |      |
| 1.ª                                                                                                 | N-1971        | 2             | 2   | -   | - | 2   | 2   | 1,00 |      |
| 1.ª                                                                                                 | M-1972        | 2             | 1   | -   | - | 2   | 1   | 0,50 |      |
| 1.ª                                                                                                 | N-1972        | 1             | 1   | -   | - | 1   | 1   | 1,00 |      |
| Total club                                                                                          | Total club    | 10            | 4   | 0   | 0 | 10  | 4   | 0,40 |      |
| Estudiantes de La Plata Argentina                                                                   |               |               |     |     |   |     |     |      |      |
| 1.ª                                                                                                 | M-1973        | 26            | 14  | -   | - | 26  | 14  | 1,00 |      |
| 1.ª                                                                                                 | N-1973        | 14            | 6   | -   | - | 14  | 6   | 0,42 |      |
| 1.ª                                                                                                 | M-1974        | 15            | 7   | -   | - | 15  | 7   | 0,46 |      |
| 1.ª                                                                                                 | N-1974        | 16            | 12  | -   | - | 16  | 12  | 0,75 |      |
| 1.ª                                                                                                 | M-1975        | 30            | 14  | -   | - | 30  | 14  | 0,46 |      |
| 1.ª                                                                                                 | N-1975        | 22            | 11  | -   | - | 22  | 11  | 0,50 |      |
| 1.ª                                                                                                 | M-1976        | 3             | 3   | 3   | 0 | 6   | 3   | 0,50 |      |
| 1.ª                                                                                                 | M-1980        | 14            | 3   | -   | - | 14  | 3   | 0,21 |      |
| 1.ª                                                                                                 | N-1980        | 1             | 1   | -   | - | 1   | 1   | 1,00 |      |
| 1.ª                                                                                                 | M-1981        | 22            | 4   | -   | - | 22  | 4   | 0,18 |      |
| 1.ª                                                                                                 | N-1981        | 5             | 0   | -   | - | 5   | 0   | 0,00 |      |
| 1.ª                                                                                                 | N-1982        | 18            | 8   | -   | - | 18  | 8   | 0,44 |      |
| 1.ª                                                                                                 | M-1982        | 15            | 5   | -   | - | 15  | 5   | 0,33 |      |
| Total club                                                                                          | Total club    | 201           | 88  | 3   | 0 | 204 | 88  | 0,43 |      |
| River Plate Argentina                                                                               |               |               |     |     |   |     |     |      |      |
| 1.ª                                                                                                 | M-1978        | 31            | 4   | 2   | 0 | 33  | 4   | 0,12 |      |
| 1.ª                                                                                                 | N-1978        | 14            | 7   | -   | - | 14  | 7   | 0,50 |      |
| 1.ª                                                                                                 | M-1979        | 7             | 1   | -   | - | 7   | 1   | 0,14 |      |
| 1.ª                                                                                                 | N-1979        | 2             | 1   | -   | - | 2   | 1   | 0,50 |      |
| Total club                                                                                          | Total club    | 54            | 13  | 2   | 0 | 56  | 13  | 0,23 |      |
| Argentinos Juniors Argentina                                                                        |               |               |     |     |   |     |     |      |      |
| 1.ª                                                                                                 | N-1983        | 12            | 3   | -   | - | 12  | 3   | 0,25 |      |
| 1.ª                                                                                                 | M-1983        | 24            | 6   | -   | - | 24  | 6   | 0,25 |      |
| Total club                                                                                          | Total club    | 36            | 9   | 0   | 0 | 36  | 9   | 0,25 |      |
| Huracán Argentina                                                                                   |               |               |     |     |   |     |     |      |      |
| 1.ª                                                                                                 | M-1984        | 3             | 0   | -   | - | 3   | 0   | 0,00 |      |
| Total club                                                                                          | Total club    | 3             | 0   | 0   | 0 | 3   | 0   | 0,00 |      |
| Total carrera                                                                                       | Total carrera | Total carrera | 304 | 114 | 5 | 0   | 309 | 114  | 0,36 |
| (1) Incluye datos de la Copa Libertadores (1976, 1978). (2) No incluye goles en partidos amistosos. |               |               |     |     |   |     |     |      |      |

### Hat-tricks
| 1 | 28 de agosto de 1983 | Arquitecto Ricardo Etcheverri, Buenos Aires | Argentinos Juniors - Newell's Old Boys |  | 4 - 2 | M-1983 |

## Palmarés

### Campeonatos nacionales
| Título           | Club                    | País      | Año    |
| ---------------- | ----------------------- | --------- | ------ |
| Primera División | River Plate             | Argentina | M-1979 |
| Primera División | River Plate             | Argentina | N-1979 |
| Primera División | Estudiantes de La Plata | Argentina | M-1982 |